# Cucullia nokra
Cucullia nokra är en fjärilsart som beskrevs av Charles E. Rungs 1952. Cucullia nokra ingår i släktet Cucullia och familjen nattflyn. Inga underarter finns listade i Catalogue of Life.